# 宮内町 (薩摩川内市)
宮内町（みやうちちょう）は、鹿児島県薩摩川内市の町。旧薩摩国高城郡水引郷宮内村、高城郡水引村大字宮内、薩摩郡東水引村大字宮内、薩摩郡川内町大字宮内、川内市宮内町。郵便番号は895-0065。人口は3,747人、世帯数は1,661世帯（2020年10月1日現在）。宮内町の一部で住居表示を実施している。

## 地理
薩摩川内市の西部、川内川下流域に位置している。字域の北方から東方にかけて御陵下町、東方に大王町、花木町、川内川を挟んで宮里町、西開聞町、西方に五代町が接している。
字域の北部には新田神社が所在し、その周辺にいくつかの神社がある。新田神社の境内にはニニギの陵である可愛山陵があり、現在は宮内庁書陵部桃山監区可愛部事務所が置かれており、内閣府事務官が陵墓守部として管理している。
南部には中越パルプ工業川内工場、薩摩川内市立亀山小学校がある。中央部には鹿児島県道44号京泊大小路線が東西に通っている。

### 町名の由来
「宮内」という地名は新田八幡宮（新田神社）が所在していることに由来する。

### 河川
- 川内川

## 歴史

### 宮内の成立
宮内という地名は室町期より見え、薩摩国高城郡のうちであった。宮内という地名は多くの神社の境内につけられた名であり、宮内は新田宮周辺の地域名であったとされている。

### 近世
江戸期には薩摩国高城郡水引郷（外城）のうちであり、村高は「加増目録」では937石余、「旧高旧領」では1,276石余であった。村の南東部には水引郷の地頭屋敷が置かれ、周辺には郷士の屋敷などより麓が形成されていた。
1874年（明治7年）に可愛山陵が「邇邇芸尊陵」の指定を受けた。その後1914年（大正3年）には山陵の管理が宮内省直轄となった。

### 町村制施行以後
1889年（明治22年）には町村制が施行されたのに伴い、水引郷の全域より水引村が成立し、水引村の大字「宮内」となったが、1891年（明治24年）に水引村が東水引村と西水引村に分割され、宮内は東水引村となり、東水引村の大字「宮内」となった。1929年（昭和4年）には東水引村が隈之城村、平佐村が新設合併し、川内町の大字「宮内」となった。
1940年（昭和15年）2月10日に鹿児島県公報に掲載され、同日に施行された「 薩摩郡川内町、町名改稱竝區域變更」（鹿児島県告示）により「同郡同町大字宮内ヲ廢止シ其ノ區域中字鹽入川、瀬崎園、上丸、下大王、里園、小原、花ノ木、森尾、戸切、中戸切原、下戸切原、前堀堂、堀堂、前小原、猿樂、市場、原田、井手園、九品、和光、川畑、江口、宮内町、奥園、内侍園、上内侍園、畠中、橋口、學頭、池田、脇園、曲田、香田、前園、堀田、別府、別府前、上土器手、菖蒲和田、松本、小松城、磯田、西口、外園、麓上手、麓下手、字城ノ前ノ内（番地一覧略）字住連木ノ内（番地一覧略）ノ區域ヲ宮内町（ミヤウチチヨウ）ト、字公佛、溝添、本城、東城、八牟田、宮下、磯牟田、城ノ後、中公佛、折宇都、古佛、八田、田神島、袴田、中原、前田、大園、日駒、兵庫原、粟ヶ迫、下原、入來原、山下原、上原、岩永迫、權現原、水洗、越ノ巣、風口、中田、字住連木ノ内（番地一覧略）ノ區域ヲ御陵下町（ゴリヨウシタチヨウ）ト改稱」することが鹿児島県知事によって許可され、薩摩郡川内町大字宮内を廃し、大字宮内のうち字鹽入川、瀬崎園、上丸、下大王、里園、小原、花ノ木、森尾、戸切、中戸切原、下戸切原、前堀堂、堀堂、前小原、猿樂、市場、原田、井手園、九品、和光、川畑、江口、宮内町、奥園、内侍園、上内侍園、畠中、橋口、學頭、池田、脇園、曲田、香田、前園、堀田、別府、別府前、上土器手、菖蒲和田、松本、小松城、磯田、西口、外園、麓上手、麓下手の全域及び字城ノ前、字住連木の一部の区域を以て川内町の町「宮内町」が設置され、公佛、溝添、本城、東城、八牟田、宮下、磯牟田、城ノ後、中公佛、折宇都、古佛、八田、田神島、袴田、中原、前田、大園、日駒、兵庫原、粟ヶ迫、下原、入來原、山下原、上原、岩永迫、權現原、水洗、越ノ巣、風口、中田の全域及び字住連木の一部より御陵下町が設置された。翌日の2月11日には薩摩郡川内町が単独で市制施行し川内市となった。
1965年（昭和40年）4月1日に向田町の一部の区域において住居表示に関する法律に基づき街区方式による住居表示が実施されることとなった。それに伴い同日付で町名・地番の変更が行われ宮内町の一部より大王町、花木町、若葉町が設置され、宮内町の一部で住居表示が実施された。
2004年（平成16年）10月12日に川内市、東郷町、入来町、祁答院町、樋脇町、下甑村、上甑村、鹿島村、里村が新設合併し薩摩川内市が設置された。この市町村合併に伴い設置された法定合併協議会において川内市の町・字については「現行通りとする。」と協定されたため、名称の変更は行われずに薩摩川内市の町となった。また、それまでの川内市役所は薩摩川内市役所となった。

### 町域の変遷
| 変更後           | 変更年             | 変更前           |
| ---------------- | ------------------ | ---------------- |
| 宮内町（新設）   | 1940年（昭和15年） | 大字宮内（全域） |
| 御陵下町（新設） | 1940年（昭和15年） | 大字宮内（全域） |
| 大王町（新設）   | 1965年（昭和40年） | 宮内町（一部）   |
| 花木町（新設）   | 1965年（昭和40年） | 宮内町（一部）   |
| 若葉町（新設）   | 1965年（昭和40年） | 宮内町（一部）   |

## 人口
以下の表は国勢調査による小地域集計が開始された1995年以降の人口の推移である。
| 年                 | 人口  |
| ------------------ | ----- |
| 1995年（平成7年）  | 3,518 |
| 2000年（平成12年） | 3,794 |
| 2005年（平成17年） | 3,846 |
| 2010年（平成22年） | 3,875 |
| 2015年（平成27年） | 3,893 |
| 2020年（令和2年）  | 3,747 |

## 施設

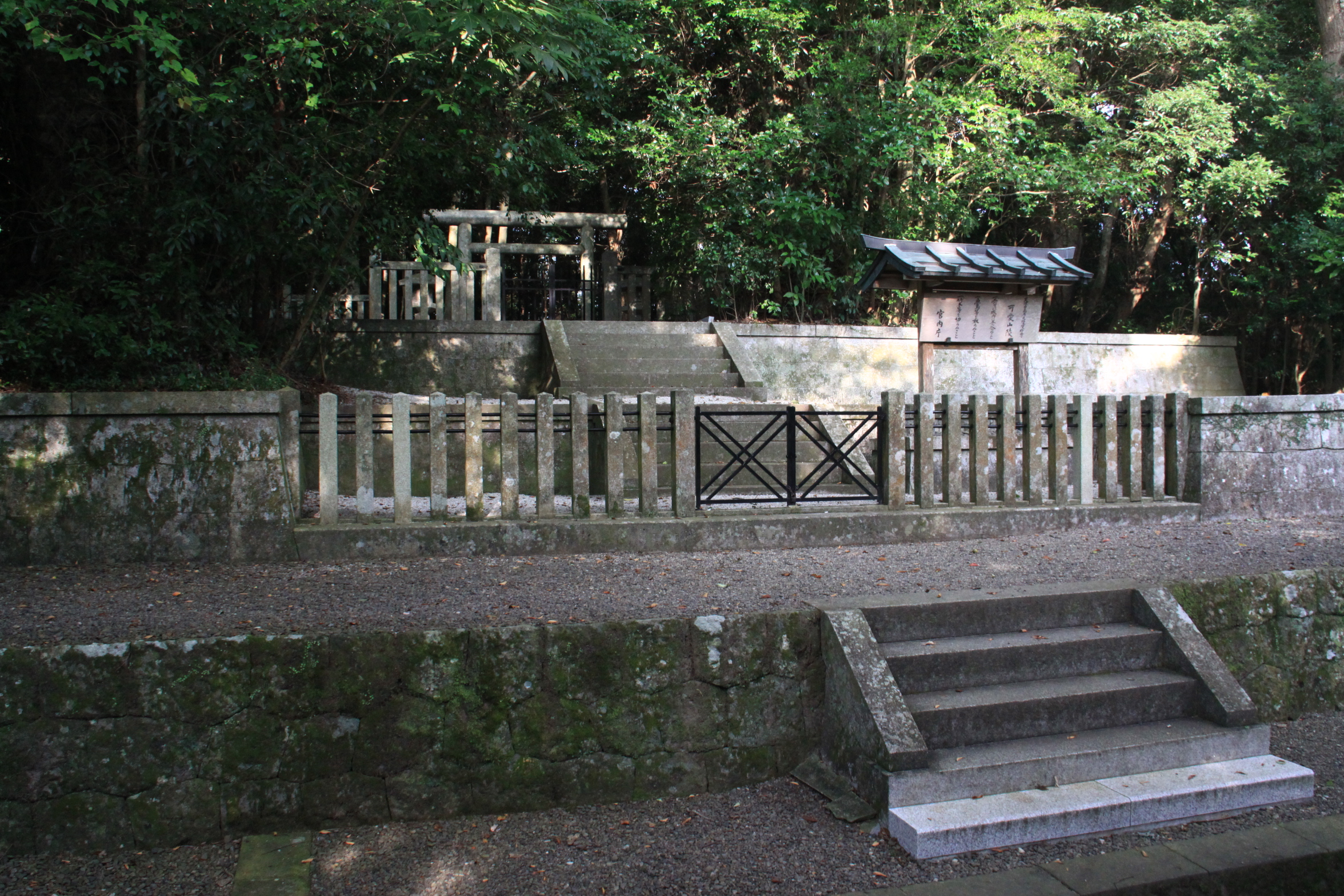
可愛山陵

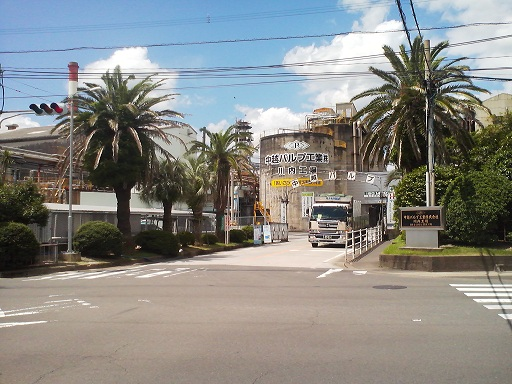
中越パルプ工業川内工場

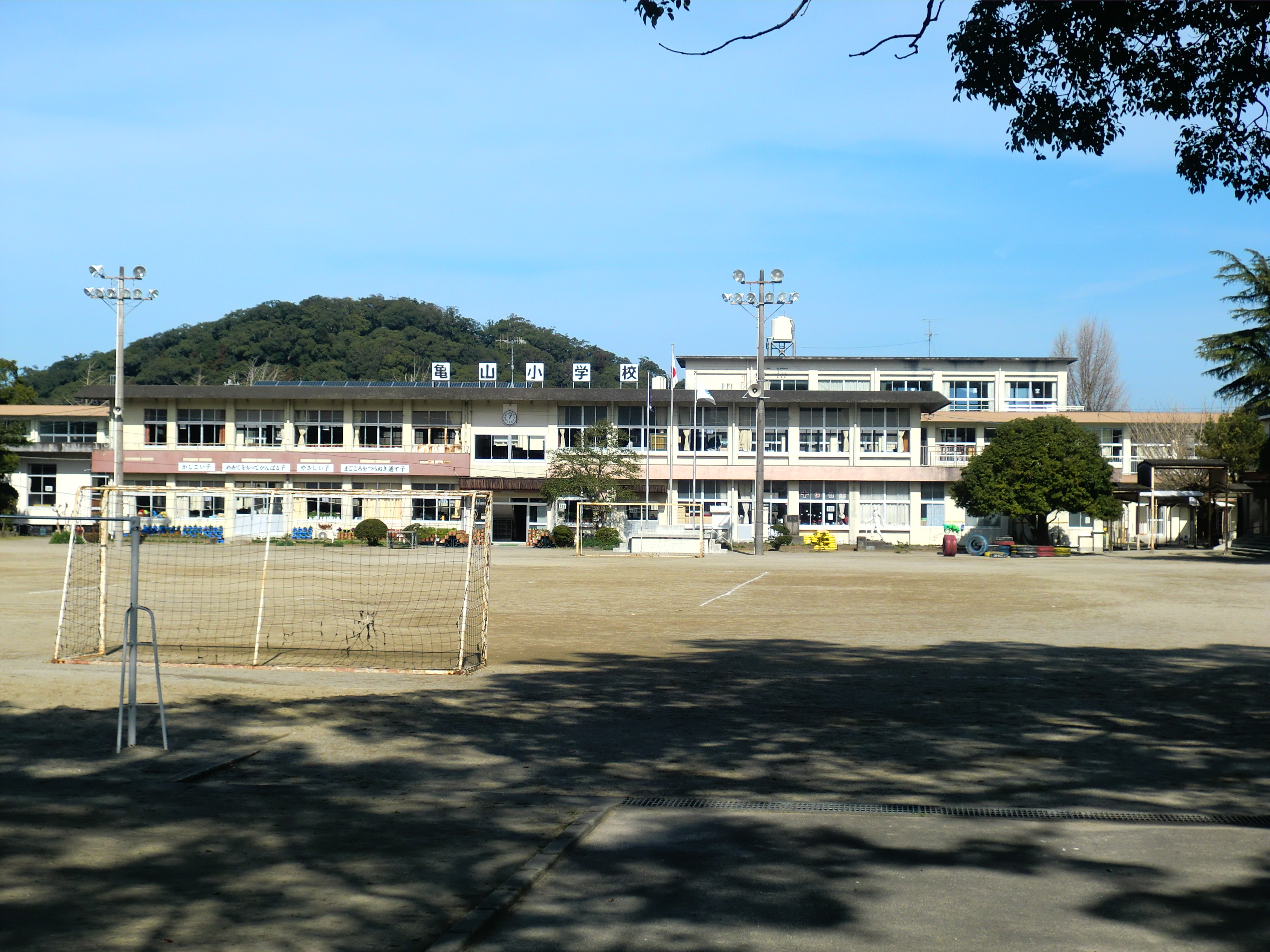
薩摩川内市立亀山小学校

### 教育
- 薩摩川内市立亀山小学校

### 寺社
- 新田神社
- 西門守神社
- 早風神社
- 保食神社
- 武内神社
- 中陵神社
- 端陵神社

### 工業
- 中越パルプ工業川内工場

## 史跡
- 可愛山陵 - 新田神社の境内にあるニニギの陵。

## 小・中学校の学区
市立小・中学校に通う場合、学区（校区）は以下の通りとなる。
| 町丁   | 番地 | 小学校                 | 中学校                   |
| ------ | ---- | ---------------------- | ------------------------ |
| 宮内町 | 全域 | 薩摩川内市立亀山小学校 | 薩摩川内市立川内北中学校 |

## 交通

### 道路
主要地方道
- 鹿児島県道44号京泊大小路線